# Diecezja Nelson
Diecezja Nelson – diecezja rzymskokatolicka w Kanadzie. Powstała w 1936.

## Biskupi ordynariusze
- Martin Michael Johnson (1936–1954)
- Thomas Joseph McCarthy (1955–1958)
- Wilfrid Emmett Doyle (1958–1989)
- Peter Joseph Mallon (1989–1995)
- Eugene Jerome Cooney (1996–2007)
- John Corriveau (2007–2018)
- Gregory Bittman (od 2018)